# Ogof Ffynnon Ddu

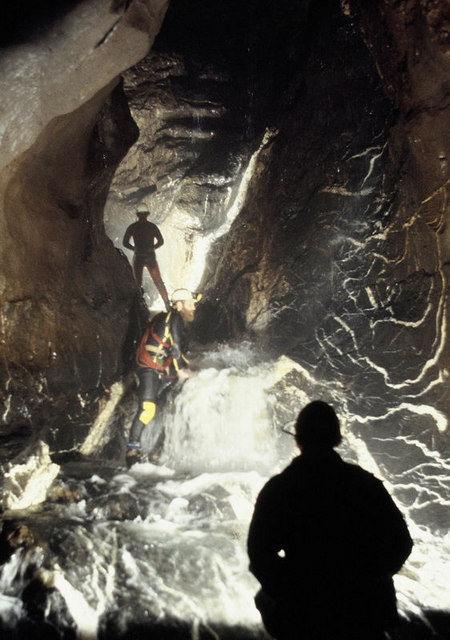
Korytarz we wnętrzu jaskini oraz trzech grotołazów z wyposażeniem jaskiniowym.

Ogof Ffynnon Ddu (z walijskiego Jaskinia Czarnej Wody), znana również nieoficjalnie jako OFD – jaskinia  w okolicy osady górniczej Penwyllt w górnej części doliny Swansea w Południowej Walii. Jest to druga najdłuższa jaskinia w Walii i najgłębsza w Wielkiej Brytanii.

## Historia
Jaskinia została odkryta w 1946 r., w wyniku wykopania otworu wejściowego przez Petera Harveya i Iana Nixona, członków nowo utworzonego South Wales Caving Club. Eksploracja poza komorą Boulder Chamber w 1957 roku ujawniła korytarze aż do Dip Sump. Większość korytarzy została odkryta w 1967 roku i doprowadziły one aż to otworu Cwm Dŵr, ta sekcja jest znana obecnie jako OFD2. System słynie ze skomplikowanej struktury przypominającej labirynt i strumienia w głównym korytarzu.
Obecnie jest częścią Narodowego Rezerwatu Przyrody Ogof Ffynnon Ddu, który obejmuje ruiny starej cegielni, w tym kilka pieców, kamieniołom i tory tramwajowe. Taras domków robotniczych jest obecnie zajęty przez South Caves Club.

## System jaskiń
System o głębokości 274 m i ponad 50 km korytarzy; jest to najgłębsza jaskinia w Wielkiej Brytanii i druga najdłuższa w Walii. Jeden z największych systemów jaskiń w Wielkiej Brytanii, korytarze i komnaty Ogof Ffynnon Ddu prowadzą długą i krętą ścieżką pod wschodnią częścią doliny Tawe. Korytarz ze strumieniem przecina czarny wapień, tworząc wodospady, bystrza, głębokie studzienki. System jest podzielony na trzy części, najniższa (zachodnia) sekcja nazywana jest Ogof Ffynnon Ddu I (lub OFDI), środkowa sekcja to Ogof Ffynnon Ddu II (lub OFDII), a najwyższa (wschodnia) sekcja - Ogof Ffynnon Ddu III (lub OFDIII).